# 담양 대성사
대성사는 대한민국 전라남도 담양군 대전면 행성리에 있다. 2004년 1월 6일 담양군의 향토문화유산 제4호로 지정되었다.

## 개요
공자와 주자 그리고 포은 정몽주(鄭夢周 1337~1392)를 모신 사당으로, 1931년 건립되었다. 몽성산(夢聖山)이라고도 불리는 삼인산(三人山) 기슭에 자리 잡고 있는데 이곳의 지형이 공자의 출생지와 비슷하다 하여 지방유림에서 사당 건립을 결의하였다고 한다. 사당 건립의 주축이 된 인물은 문병구(文炳九), 이재묵(李載?), 이필순(李弼淳), 이진기(李鎭基), 오학수(吳鶴洙) 등 5명이다.